# Hermann Gamon
Hermann Gamon (* 26. Mai 1929 in Nenzing, Vorarlberg; † 10. Juli 2015) war ein österreichischer Skirennläufer und Trainer. Er feierte in den 1950er-Jahren mehrere Siege in internationalen Rennen und war ab 1959 Cheftrainer der Damen sowie ab 1968 Cheftrainer der Herren im Österreichischen Skiverband.

## Biografie
Gamon arbeitete als Lokführer bei den Österreichischen Bundesbahnen, war mehrfacher „Eisenbahner-Meister“ im Skilauf und wurde 1954 in den Nationalkader des Österreichischen Skiverbandes aufgenommen. In jenem Jahr erzielte er die ersten Podestplätze in FIS-Rennen mit zweiten Rängen in Slalom und Kombination um das „Weiße Band“ in St. Moritz. Er feierte den ersten Sieg im Winter 1954/1955 bei einem Slalom in Alpe d’Huez, musste aber die gesamte folgende Saison 1955/1956 verletzungsbedingt pausieren. Der Winter 1956/1957 wurde zu Gamons erfolgreichster Saison. Er gewann zwei Abfahrten in Sestriere, eine Abfahrt in Villard-de-Lans, Abfahrt und Kombination am Ätna sowie einen Riesenslalom am Puerto de Navacerrada. Er nahm danach noch weitere zwei Jahre an Skirennen teil, fuhr mehrmals auf das Podest und feierte einen letzten Sieg im Riesenslalom am Ätna 1959.
Noch während seiner aktiven Laufbahn begann Gamon als Damentrainer im Vorarlberger Skiverband zu arbeiten, ehe er 1958 die Damenmannschaft des Österreichischen Skiverbandes übernahm. Neben einigen arriverten Läuferinnen führte er eine Reihe junger Fahrerinnen an die Weltspitze heran. Dem dritten Platz der damals 16-jährigen Traudl Hecher in der Olympiaabfahrt 1960 folgte bei den Weltmeisterschaften 1962 in Chamonix der große Triumph, als die österreichischen „Skimädchen“ Marianne Jahn, Christl Haas und Erika Netzer unter Cheftrainer Hermann Gamon 3 von 4 Wettkämpfen und insgesamt 7 von 12 Medaillen gewannen. Bei den Olympischen Winterspielen 1964 in Innsbruck kamen weitere 5 Medaillen hinzu, darunter der Dreifachsieg in der Abfahrt durch Christl Haas, Edith Zimmermann und Traudl Hecher. 1968 wechselte Gamon innerhalb des ÖSV von den Damen zu den Herren, die er bis 1972 betreute. Auch mit ihnen feierte er einige Erfolge, darunter 21 Siege in Weltcuprennen sowie den Weltmeistertitel 1970 im Riesenslalom und die Gesamtweltcupsiege 1969 und 1970 durch Karl Schranz.

## Auszeichnungen
- 1965: Silbernes Verdienstzeichen der Republik Österreich[3]